# Sigrun Ploner
Sigrun Ploner (* 13. Juli 1972, verheiratete Sigrun Fenkart) ist eine österreichische Badmintonspielerin. 

## Karriere
Sigrun Ploner gewann in Österreich sechs Juniorentitel und in ihrem letzten Juniorenjahr 1990 auch den ersten Titel bei den Erwachsenen. Sieben weitere Meisterehren folgten bis 1995.
Später heiratete sie Matthias Fenkart, ist mittlerweile Mutter zweier Kinder und wohnt mit ihrer Familie in Altach.

## Sportliche Erfolge
| Saison | Veranstaltung                                  | Disziplin   | Platz | Name                             |
| ------ | ---------------------------------------------- | ----------- | ----- | -------------------------------- |
| 1988   | Österreich: Einzelmeisterschaften der Junioren | Damendoppel | 1     | Sigrun Ploner / Maria Kribernegg |
| 1989   | Österreich: Einzelmeisterschaften der Junioren | Mixed       | 1     | Jürgen Koch / Sigrun Ploner      |
| 1989   | Österreich: Einzelmeisterschaften der Junioren | Dameneinzel | 1     | Sigrun Ploner                    |
| 1989   | Österreich: Einzelmeisterschaften der Junioren | Damendoppel | 1     | Sigrun Ploner / Maria Kribernegg |
| 1990   | Österreich: Einzelmeisterschaften der Junioren | Mixed       | 1     | Jürgen Koch / Sigrun Ploner      |
| 1990   | Österreich: Einzelmeisterschaften der Junioren | Dameneinzel | 1     | Sigrun Ploner                    |
| 1990   | Österreich: Einzelmeisterschaft                | Damendoppel | 1     | Sabine Ploner / Sigrun Ploner    |
| 1991   | Österreich: Einzelmeisterschaft                | Damendoppel | 1     | Sabine Ploner / Sigrun Ploner    |
| 1992   | Österreich: Einzelmeisterschaft                | Damendoppel | 1     | Sabine Ploner / Sigrun Ploner    |
| 1993   | Österreich: Einzelmeisterschaft                | Dameneinzel | 1     | Sigrun Ploner                    |
| 1993   | Österreich: Einzelmeisterschaft                | Damendoppel | 1     | Sabine Ploner / Sigrun Ploner    |
| 1994   | Österreich: Einzelmeisterschaft                | Damendoppel | 1     | Sabine Ploner / Sigrun Ploner    |
| 1995   | Österreich: Einzelmeisterschaft                | Mixed       | 1     | Kai Abraham / Sigrun Ploner      |
| 1995   | Österreich: Einzelmeisterschaft                | Damendoppel | 1     | Sabine Ploner / Sigrun Ploner    |